# Egor Demin
Egor Demin (Moscou, 4 de maio de 2006) é um jogador profissional de basquetebol que atua como ala-armador no Brooklyn Nets da NBA. Foi selecionado com a oitava escolha geral do Draft da NBA de 2025.

## Carreira juvenil e universitária
Demin foi revelado nas categorias de base do Real Madrid, jogando pelo time B na Liga EBA (2023–24), com médias de 13 pontos, 5,1 rebotes e 4,3 assistências. Também integrou a equipe sub‑18 campeã do Adidas Next Generation Tournament.[carece de fontes?]
Em 2024, transferiu-se para os BYU Cougars dos Estados Unidos. Em sua única temporada universitária (2024–25), teve médias de 10,6 pontos, 3,9 rebotes, 5,5 assistências e 1,2 roubos por jogo, sendo nomeado para a Big 12 All‑Freshman Team.

## Carreira profissional
Demin foi selecionado na oitava escolha geral do Draft da NBA de 2025 pelo Brooklyn Nets, sendo o primeiro russo escolhido na loteria desde Andrei Kirilenko.
Ele foi elogiado por sua visão de jogo, capacidade de passe e versatilidade como criador, embora tenha sido considerado um projeto a longo prazo em termos físicos e de arremesso.

### Summer League
Na NBA Summer League de 2025, Demin estreou com 8 pontos, 4 rebotes e 1 roubo contra o Oklahoma City Thunder. Ele recebeu conselhos diretos de Andrei Kirilenko, que destacou seu potencial como líder e sua inteligência de jogo.

## Estilo de jogo
Demin é um armador alto, com visão de quadra e inteligência acima da média. Seu jogo é comparado ao de um “point forward”, capaz de conduzir a bola e criar jogadas em transição. Precisa aprimorar seu arremesso de três e resistência física para o padrão NBA.